# Rage Against the Machine
Rage Against the Machine (zkráceně RATM nebo Rage) byla americká rocková skupina založená roku 1991 v Los Angeles v Kalifornii. Kapelu tvořili zpěvák Zack de la Rocha, baskytarista a doprovodný zpěvák Tim Commerford, kytarista Tom Morello a bubeník Brad Wilk. Spojili heavy metal a rapovou hudbu, punk rock a funk s antiautoritářskými a revolučními texty. Do roku 2010 prodali celosvětově přes 16 milionů desek. V roce 2023 byli uvedeni do Rock and Roll Hall of Fame.
Rage Against the Machine vydali své stejnojmenné debutové album v roce 1992 s velkým úspěchem; v roce 2003 ho Rolling Stone zařadil na 368. místo v seznamu 500 nejlepších alb všech dob. Komerčního úspěchu dosáhli po vystoupení na festivalu Lollapalooza v roce 1993. Jejich další alba, Evil Empire (1996) a The Battle of Los Angeles (1999), se umístila na prvním místě žebříčku Billboard 200. Během svého počátečního devítiletého běhu se Rage Against the Machine stala populární a vlivnou kapelou a ovlivnila žánr nu metal, který se dostal do popředí koncem 90. let a začátkem 21. století. Byli také na 33. místě v žebříčku 100 největších umělců hard rocku VH1.
V roce 2000 vydali Rage Against the Machine cover album Renegades a rozpadli se poté, co rostoucí tvůrčí rozdíly vedly k odchodu De la Rochy. Poté, co se několik let věnovali jiným projektům, se znovu sešli, aby vystoupili na Coachelle v roce 2007. Během následujících čtyř let kapela hrála živě na koncertech a festivalech po celém světě, než si v roce 2011 dala pauzu. V roce 2019 Rage Against the Machine oznámili světové turné, které bylo odloženo na rok 2022 kvůli pandemii Covid-19, ale bylo přerušeno poté, co de la Rocha utrpěl zranění nohy. Wilk v roce 2024 potvrdil, že se kapela už potřetí rozpadla.

## Diskografie

### Studiová alba
- 1992: Rage Against the Machine
- 1996: Evil Empire
- 1999: The Battle of Los Angeles
- 2000: Renegades

### Živá alba
- 1998: Live & Rare
- 2003: Live at the Grand Olympic Auditorium

### Singly
| Rok  | Název                         | Album                        | Umístění | Umístění      | Umístění    |
| Rok  | Název                         | Album                        | USA      | Vel. Británie | Nový Zéland |
| ---- | ----------------------------- | ---------------------------- | -------- | ------------- | ----------- |
| 1993 | „Killing in the Name“         | Rage Against the Machine     | —        | 25            | 29          |
| 1993 | „Bullet in the Head“          | Rage Against the Machine     | —        | 16            | 19          |
| 1993 | „Bombtrack“                   | Rage Against the Machine     | —        | 37            | 20          |
| 1994 | „Freedom“                     | Rage Against the Machine     | —        | —             | 17          |
| 1996 | „Bulls on Parade“             | Evil Empire                  | 39       | 8             | 22          |
| 1996 | „People of the Sun“           | Evil Empire                  | —        | 26            | —           |
| 1996 | „Down Rodeo“                  | Evil Empire                  | —        | —             | —           |
| 1996 | „Tire Me“                     | Evil Empire                  | —        | —             | —           |
| 1997 | „Vietnow“                     | Evil Empire                  | —        | —             | —           |
| 1998 | „The Ghost of Tom Joad“       | Rage Against the Machine DVD | 35       | —             | —           |
| 1998 | „No Shelter“                  | Godzilla soundtrack          | 30       | —             | —           |
| 1999 | „Guerrilla Radio“             | The Battle of Los Angeles    | 11       | 32            | —           |
| 2000 | „Sleep Now in the Fire“       | The Battle of Los Angeles    | 16       | 43            | —           |
| 2000 | „Testify“                     | The Battle of Los Angeles    | 22       | —             | —           |
| 2000 | „Calm Like a Bomb“            | The Battle of Los Angeles    | —        | —             | —           |
| 2000 | „Renegades of Funk“           | Renegades                    | 19       | —             | —           |
| 2001 | „How I Could Just Kill a Man“ | Renegades                    | 39       | —             | —           |